# 스테파니아 로카
스테파니아 로카(Stefania Rocca, 1971년 4월 24일 ~ )는 이탈리아의 배우이다.

## 출연 작품

### 영화
- 마피아 캅스 (1995)
- 레이피스트 (1995, Cronaca di un amore violato)
- 너바나 (1997)
- Viol@ (1998)
- 리플리 (1999)
- 사랑의 헛수고 (2000, Love's Labour's Lost)
- 호텔 (2001)
- 부활 (2001, Resurrection)
- 헤븐 (2002)
- 발키리 대작전 (2004, Stauffenberg)
- 카드 플레이어 (2004)
- 마리아 (2005)
- 마음 속의 야수 (2005, La bestia nel cuore)
- 고 고 테일즈 (2007, Go Go Tales)
- 우먼 (2010, A Woman)
- L'amore fa male (2011)
- 인베이더 (2012, L'Envahisseur)
- 럭비에 실린 희망 (2013, Il terzo tempo)
- Sono tornato (2018)

### 텔레비전
- 지저스 (1999, Jesus)